# Catochrysops riama
Catochrysops riama är en fjärilsart som beskrevs av Obt. Catochrysops riama ingår i släktet Catochrysops och familjen juvelvingar. Inga underarter finns listade i Catalogue of Life.